# 食蚊鱼
大肚魚（學名：Gambusia affinis）為輻鰭魚綱鯉齒目鯉齒亚目花鳉科的初級性淡水魚或次級性淡水魚。又称柳条鱼、食蚊魚、山坑魚、大眼叮噹、白頭婆及大肚摑等。

## 分布
本魚原产美國东南部、墨西哥及古巴，現已入侵到世界各國。

## 特徵
本魚体长形，略侧扁，體色為金中帶綠色，腹部明顯鼓脹，雄魚有臀鰭特化的長長狀的生殖肢，而雌魚臀鰭為扇形，雄魚长約15.5至37.5毫米，雌魚長約20至70毫米。齿细小，吻尖，眼大，无侧线，屬於卵胎生魚類。背鰭軟條7至9枚；臀鰭軟條9至10枚。

## 生態
本魚常見於植物生長的池塘與湖，溪流的滯水區與靜止的水潭或半鹹水水域，屬於廣鹽性物種，能耐受高濃鹽度的環境，能耐受高達海水鹽度的兩倍。屬雜食性，以浮游動物、小的昆蟲與碎屑為食，因对消灭疟蚊及其他蚊子的幼虫孑孓有一定作用，耐污染力強，能耐受低氧環境，適應力強，繁殖能力高，而被引進到世界各地作滅蚊用途。

## 入侵種
食蚊鱼與各地原生魚類進行競爭，破壞生態平衡而被世界自然保護聯盟列入世界百大外來入侵種。
早期香港為控制蚊患而引入食蚊鱼，但牠們卻同時與本地原生物種競爭食物和生境。食蚊魚與弓背青鱂（Oryzias curvinotus） 及林氏细鲫（Aphyocypris lini）競爭食物和生境，甚至捕食其他魚類的卵和盧文氏樹蛙（Philautus romeri）的蝌蚪，危及原生物種的生存。現在香港只有少數淡水生境未有發現食蚊魚。
臺灣因早年食物缺乏而大量補抓青鱂（Oryzias sinensis）魚食用，造成蚊蟲繁殖疾病流行，因此總督府約於1913年從美國夏威夷引入食蚊鱼，現已普遍繁衍於台灣全島的淡水環境，而後食蚊鱼的大量繁衍已造成台灣原生青鱂魚逐漸減少到甚至滅絕的危機。中國亦於1924年从日屬台湾引入食蚊鱼。日本在1916年之前也通過臺灣將食蚊鱼引入東京，之後從東京再引入德島。以德島為中心，在1970年代迅速擴散至日本全國。在2000年左右，福島縣以南的日本各地均有分布。
在澳洲，食蚊鱼對當地的魚和青蛙造成了的巨大競爭，例如被认为造成布里斯班附近的亞熱帶河流中彩虹魚的绝種。
食蚊鱼也導致約旦和以色列的約旦墨頭魚（Garra ghorensis）數量大幅下降。

## 資料來源
- Froese, R. & Pauly, D. (eds.) (2011). Gambusia affinis. FishBase. Version 2011-12.
- 台灣特有生物研究保育中心 （页面存档备份，存于）
- 世界百大入侵種資料庫
- 台灣大學動物博物館
- 香港自然網
- 《魚魚得水 - 香港淡水魚圖鑑》漁農自然護理署著 郊野公園之友會出版 ISBN 988-201-638-3
- IUCN-Garra ghorensis